# Železniško postajališče Prešnica
Železniško postajališče Prešnica je ena izmed železniških postajališč v Sloveniji, ki oskrbuje bližnje naselje Prešnica. Nekoliko južno od postajališče se nahaja cepišče Prešnica, kjer se cepita progi proti Kopru ter proti Rakitovcu oz. Pulju.